# Skoki narciarskie na Memoriale Bronisława Czecha i Heleny Marusarzówny
Skoki narciarskie na Memoriale Bronisława Czecha i Heleny Marusarzówny były jedną z dyscyplin narciarstwa klasycznego oraz narciarstwa alpejskiego, w której rywalizowali zawodnicy od 1946 do 1994 w Zakopanem.
Od 1946 mężczyźni rywalizowali w czwórboju, w którym jedną z konkurencji były skoki narciarskie. Na program zawodów od 1952 składały się otwarty konkurs skoków narciarskich oraz kombinacja alpejska i kombinacja norweska (w tym bieg narciarski). W 1953 do programu dodano otwarty bieg narciarski na 15 km, w 1955 otwarty bieg narciarski na 30 km oraz sztafetę 4 × 10 km, a w 1963 drugi otwarty konkurs skoków narciarskich.
Od 1953 Memoriał Bronisława Czecha i Heleny Marusarzówny był międzynarodową imprezą oraz jednym z ważniejszych wydarzeń sportowych w kalendarzu narciarskich zawodów FIS (FIS Race). Ranga Memoriału malała wraz z powstawaniem Pucharów Świata w poszczególnych dyscyplinach. On sam co prawda nadal znajdował się w kalendarzu FIS, ale stawał się imprezą trzeciorzędną. W 1994 odbyły się ostatnie zawody o Memoriał rozgrywane w konkurencjach klasycznych.

## Medaliści Memoriału Bronisława Czecha i Heleny Marusarzówny (skoki narciarskie)
| Data | 1. miejsce                     | Państwo               | 2. miejsce                             | Państwo               | 3. miejsce                                | Państwo                |
| --- | ------------------------------ | --------------------- | -------------------------------------- | --------------------- | ----------------------------------------- | ---------------------- |
| Zawody nie zaliczane do klasyfikacji generalnej Pucharu Świata, Pucharu Europy lub Pucharu Kontynentalnego w skokach narciarskich |                                |                       |                                        |                       |                                           |                        |
| 1994 |                                |                       |                                        |                       |                                           |                        |
| 1993 |                                |                       |                                        |                       |                                           |                        |
| 1992 |                                |                       |                                        |                       |                                           |                        |
| 23.02.1991 22.02.1991 | Jan Kowal                      | Polska                | Bogdan Papierz                         | Polska                | Jarosław Mądry                            | Polska                 |
| 1990 |                                |                       |                                        |                       |                                           |                        |
| 12.03.1989 11.03.1989 |                                |                       |                                        |                       |                                           |                        |
| 07.03.1988 05.03.1988 | Zbigniew Klimowski Piotr Fijas | Polska                | Piotr Fijas Jan Kowal                  | Polska                | Miroslav Polak Stanislav Vasko            | Czechosłowacja         |
| 15.03.1987 14.03.1987 | Frank Sauerbrey Jan Kowal      | NRD Polska            | Jan Kowal Tadeusz Bafia                | Polska                | Jarosław Mądry Manfred Deckert            | Polska NRD             |
| 16.03.1986 15.03.1986 | Jan Kowal Piotr Fijas          | Polska                | Piotr Fijas Jiří Malec                 | Polska Czechosłowacja | Holger Freitag                            | NRD                    |
| 10.03.1985 09.03.1985 | Jiří Malec Piotr Fijas         | Czechosłowacja Polska | Piotr Fijas Jiří Malec                 | Polska Czechosłowacja | Jan Kowal Bogdan Zwijacz                  | Polska                 |
| 29.01.1984 27.01.1984 | Janusz Malik Piotr Fijas       | Polska                | Jan Łoniewski Janusz Malik             | Polska                | Jarosław Węgrzynkiewicz Andreas Auerswald | Polska                 |
| 30.01.1983 29.01.1983 | Axel Zitzmann Bogdan Zwijacz   | NRD Polska            | Ján Tánczos Jiří Malec                 | Czechosłowacja        | Manfred Deckert Ján Tánczos               | NRD Czechosłowacja     |
| 31.01.1982 30.01.1982 | Janusz Duda Piotr Fijas        | Polska                | Piotr Fijas Tadeusz Fijas              | Polska                | Zenon Węgrzynkiewicz                      | Polska                 |
| 01.02.1981 31.01.1981 | Stanisław Bobak                | Polska                | Jochen Danneberg Andreas Auerswald     | NRD                   | Andreas Auerswald Piotr Fijas             | NRD Polska             |
| PŚ 27.01.1980 PŚ 26.01.1980 | Piotr Fijas Stanisław Bobak    | Polska                | Stanisław Bobak Ivar Mobekk            | Polska Norwegia       | Ivar Mobekk Olaf Schmidt                  | Norwegia NRD           |
| Zawody organizowane w ramach zawodów FIS (FIS Race)                                                                               |                                |                       |                                        |                       |                                           |                        |
| 16.02.1979 15.02.1979 | Piotr Fijas Andrzej Zarycki    | Polska                | Stanisław Bobak Stanisław Pawlusiak    | Polska                | Leoš Škoda Josef Brzuchanski              | Czechosłowacja         |
| 13.03.1978 12.03.1978 | Falko Weißpflog Matthias Buse  | NRD                   | Stanisław Bobak Kazimierz Długopolski  | Polska                | Keijo Korhonen Stanisław Bobak            | Finlandia Polska       |
| 15.03.1977 14.03.1977 | Harald Duschek                 | NRD                   | Martin Weber Pavel Fízek               | NRD Czechosłowacja    | Falko Weißpflog Bernd Eckstein            | NRD                    |
| 14.03.1976 13.03.1976 | Henry Glaß                     | NRD                   | Dietrich Kampf Bernd Eckstein          | NRD                   | Walter Schwabl/Falko Weißpflog            | Austria/ NRD           |
| 16.03.1975 15.03.1975 | Henry Glaß                     | NRD                   | Stanisław Bobak                        | Polska                | Adam Krzysztofiak                         | Polska                 |
| 10.03.1974 09.03.1974 | Henry Glaß                     | NRD                   | Wojciech Fortuna Hans-Georg Aschenbach | Polska NRD            | Hans-Georg Aschenbach Adam Krzysztofiak   | NRD Polska             |
| 18.03.1973 17.03.1973 | Tadeusz Pawlusiak              | Polska                | Czesław Janik Jochen Danneberg         | Polska NRD            | Stanisław Gąsienica-Daniel Josef Bonetti  | Polska Szwajcaria      |
| 19.03.1972 18.03.1972 |                                |                       |                                        |                       |                                           |                        |
| 21.03.1971 20.03.1971 | Adam Krzysztofiak              | Polska                | Stanisław Gąsienica-Daniel Hans Schmid | Polska Szwajcaria     | Stanisław Kubica Władimir Gałuszin        | Polska ZSRR            |
| 23.03.1970 22.03.1970 | Heinz Schmidt Rainer Schmidt   | NRD                   | Józef Przybyła Christian Kiehl         | Polska NRD            | Rainer Schmidt Józef Przybyła             | NRD Polska             |
| 09.03.1969 08.03.1969 | Manfred Wolf                   | NRD                   | Władimir Gałkin Józef Przybyła         | ZSRR Polska           | Walter Schwabl Stanisław Gąsienica-Daniel | Austria Polska         |
| 10.03.1968 09.03.1968 | Józef Przybyła Horst Queck     | Polska NRD            | Horst Queck Józef Przybyła             | NRD Polska            | Bohumil Doležal Dieter Scharf             | Czechosłowacja NRD     |
| 19.03.1967 18.03.1967 | Józef Kocyan                   | Polska                | Nikołaj Jabłokow Józef Przybyła        | ZSRR Polska           | Józef Przybyła Nikołaj Jabłokow           | Polska ZSRR            |
| 20.03.1966 19.03.1966 | Ryszard Witke Józef Przybyła   | Polska                | Horst Queck Max Golser                 | NRD Austria           | Józef Przybyła Reinhold Bachler           | Polska Austria         |
| 22.03.1965 21.03.1965 | Piotr Wala Ryszard Witke       | Polska                | Ryszard Witke Piotr Wala               | Polska                | Harry Glaß Aleksandr Iwannikow            | NRD ZSRR               |
| 22.03.1964 21.03.1964 | Ryszard Witke Józef Przybyła   | Polska                | Baldur Preiml Ryszard Witke            | Austria Polska        | Josef Matouš Baldur Preiml                | Czechosłowacja Austria |
| 10.03.1963 09.03.1963 | Helmut Recknagel               | NRD                   | Józef Przybyła                         | Polska                | Piotr Wala Emil Dawid                     | Polska                 |
| 18.03.1962 | Piotr Wala                     | Polska                | Antoni Łaciak                          | Polska                | Stefan Przybyła                           | Polska                 |
| 25-26.02.1961 | Dino De Zordo                  | Włochy                | Koba Cakadze                           | ZSRR                  | Nikołaj Szamow                            | ZSRR                   |
| 20.03.1960 | Pekka Remes                    | Finlandia             | Toni Mäkinen                           | Finlandia             | Gustaw Bujok                              | Polska                 |
| 15.03.1959 | Zdzisław Hryniewiecki          | Polska                | Nikołaj Szamow                         | ZSRR                  | Rolf Strandberg                           | Szwecja                |
| 23.03.1958 | Nikołaj Szamow                 | ZSRR                  | Zdzisław Hryniewiecki                  | Polska                | Andrzej Gąsienica Daniel                  | Polska                 |
| 22.03.1957 | Harry Glaß                     | NRD                   | Werner Lesser                          | NRD                   | Otto Leodolter                            | Austria                |
| 18.03.1956 | Werner Lesser                  | NRD                   | Harry Glaß                             | NRD                   | Max Bolkart                               | RFN                    |
| 20.03.1955 | Walter Steinegger              | Austria               | Harry Glaß/Pentti Heino                | NRD/ Finlandia        |                                           |                        |
| 28.03.1954 | Jan Kula                       | Polska                | Stanisław Marusarz                     | Polska                | Zdeněk Remsa                              | Czechosłowacja         |
| 29.03.1953 | Zdeněk Remsa                   | Czechosłowacja        | Stanisław Marusarz                     | Polska                | František Felix                           | Czechosłowacja         |
| Zawody krajowe |                                |                       |                                        |                       |                                           |                        |
| 01.04.1952 | Stanisław Marusarz             | Polska                | Andrzej Gąsienica Daniel               | Polska                | Kazimierz Hoły                            | Polska                 |
| zob. Zwycięzcy czwórboju na Memoriale Bronisława Czecha i Heleny Marusarzówny                                                     |                                |                       |                                        |                       |                                           |                        |
| 11.03.1951 | Jan Kula                       | Polska                | Leopold Tajner                         | Polska                | Józef Daniel Krzeptowski                  | Polska                 |
| 15.03.1950 | Jan Kula                       | Polska                | Józef Daniel Krzeptowski               | Polska                | Rudolf Fross                              | Polska                 |
| 13.03.1949 | Jan Kula                       | Polska                | Jan Gąsienica Ciaptak                  | Polska                | Jakub Węgrzynkiewicz                      | Polska                 |
| 21.03.1948 | Józef Daniel Krzeptowski       | Polska                | Jan Gąsienica Ciaptak                  | Polska                | Stanisław Karpiel                         | Polska                 |
| 11.04.1947 | Jan Kula                       | Polska                | Mieczysław Gąsienica Samek             | Polska                | Jerzy Schindler                           | Polska                 |
| 10.03.1946 | Mieczysław Gąsienica Samek     | Polska                | Jan Gąsienica Ciaptak                  | Polska                | Stefan Dziedzic                           | Polska                 |